# 24 preludi, op. 11
I 24 preludi Op. 11 di Aleksandr Nikolaevič Skrjabin, sono una serie di preludi composti nel corso di otto anni tra il 1888 e il 1896 e si tratta anche di uno dei primi lavori pubblicati da Scriabin con M.P. Belaieff nel 1897 a Lipsia, in Germania, insieme ai suoi 12 studi, op. 8 (1894–1895).

## Analisi strutturale
I 24 preludi di Skrjabin sono stati modellati sulla serie di 24 preludi, Op. 28 di Frédéric Chopin: coprivano anche tutte e 24 le chiavi principali e secondarie e seguono la stessa sequenza di tasti: do maggiore, la minore, sol maggiore, mi minore, re maggiore, si minore e così via, alternando le chiavi maggiori con le relative minori e seguendo il circolo delle quinte ascendente.
È considerata una serie eccezionale tra i primi lavori di Skrjabin, con numeri facili e difficili, tra cui il n. 2 in La minore, il n. 3 in Sol maggiore, il n. 6 in Si minore, il n. 8 in Fa minore, il n. 14 in Mi♭ minor, il n. 15 in Re♭maggiore, il n. 16 in Si♭minore, il n. 18 in Fa minore e il n. 24 in Re minore.

## Segnature dei tempi
- n. 1 in Do maggiore – Vivace
- n. 2 in La minore – Allegretto
- n. 3 in Sol maggiore – Vivo
- n. 4 in Mi minore – Lento
- n. 5 in Re maggiore – Andante cantabile
- n. 6 in Si minore – Allegro
- n. 7 in La maggiore – Allegro assai
- n. 8 in Fa♯ minore – Allegro agitato
- n. 9 in Mi maggiore – Andantino
- n. 10 in Do diesis minore – Andante
- n. 11 in Si maggiore – Allegro assai
- n. 12 in Sol♯ minore – Andante
- n. 13 in Sol♭ maggiore – Lento
- n. 14 in Mi♭ minore – Presto
- n. 15 in Re♭ maggiore – Lento
- n. 16 in Si♭ minore – Misterioso
- n. 17 in La♭ maggiore – Allegretto
- n. 18 in Fa minore – Allegro agitato
- n. 19 in Mi♭ maggiore – Affettuoso
- n. 20 in Do minore – Appassionato
- n. 21 in Si♭ maggiore – Andante
- n. 22 in Sol minore – Lento
- n. 23 in Fa maggiore – Vivo
- n. 24 in Re minore – Presto